# Sahibabad Daulat Pur
Sahibabad Daulat Pur (of Shabad Daulat Pur) is een census town in het district Noord-Delhi van het Indiase unieterritorium Delhi.

## Demografie
Volgens de Indiase volkstelling van 2001 wonen er 35.977 mensen in Sahibabad Daulat Pur, waarvan 57% mannelijk en 43% vrouwelijk is. De plaats heeft een alfabetiseringsgraad van 52%.